# Trym
|  | For Saturns måne, se Trym (måne) |
Trym den larmende er i nordisk mytologi en jætte der var ugift og boede med sin søster. 
I fortællingen om Thors brudefærd stjal Trym Mjølner og ville giftes med Freja som betingelse for at levere Mjølner tilbage. Thor klædte sig ud som Freja og tog til bryllup hos Trym og fik Mjølner tilbage, hvorefter han dræbte Trym. 